# Terry Huberts
Pour les articles homonymes, voir Huberts.
Terry Huberts (né le 4 avril 1946) est un homme politique canadien de la Colombie-Britannique. Il est député provincial créditiste de Saanich and the Islands de 1986 à 1991.
Il est ministre des Parcs et ministre d'État de l'île de Vancouver, de la Côte et de la Côte nord dans le cabinet du premier ministre Bill Vander Zalm de juillet 1988 à novembre 1989.